# HD277115
HD277115 є хімічно пекулярною зорею спектрального класу
A2 й має видиму зоряну величину в смузі V приблизно 10,5.